# 京通線
京通線（けいつうせん）は、北京市昌平区と内モンゴル自治区通遼市を結ぶ中国国鉄の鉄道路線である。

## 概要
北京の昌平駅から懐柔区、古北口を通り河北省の灤平、隆化を経由し、内モンゴル自治区へ入り赤峰、敖漢、ナイマンを通って通遼駅へ至る全長804km（北京北駅起点で836km、北京駅起点で859km、北京駅から京承線と懐范連絡線経由で通遼まで834km）の路線である。起点より244.565km（隆化駅 - 河洛営駅間）までが北京局管轄、そこから終点までが瀋陽局管轄である。全線非電化の単線である。北京の北側にある関（長城）の内外を結ぶ三番目の鉄道路線である。別名を沙通線（さつうせん）とも言う。赤峰西 - 赤峰間が赤大白線と、赤峰 - 紅廟子が葉赤線と、通遼西 - 通遼間が大鄭線との共用区間である。

## 歴史
- 1972年10月：着工[5]
- 1977年12月：開通[5]
- 1980年5月：正式開業[5]

## 駅一覧
- 2016年11月以降、北京北駅 - 昌平北駅間は運休中

（北京北 - 清河 - 沙河 - ）昌平 - 昌平北 - 官高 - 興寿 - 平義分 - 北宅 - 雁棲湖 - 懐柔北 - 小水峪 - 黒山寺 - 石塘路 - 燕落 - 兵馬営 - 下河 - 古北口 - 南大廟 - 虎什哈 - 五道河 - 二道溝門 - 平坊 - 灤平 - 窯上 - 張百湾 - 金溝屯 - 梁底下 - 白旗 - 超梁溝 - 隆化 - 河洛営 - 湯頭溝 - 沙坨子 - 張三営 - 東大壩 - 廟宮 - 四合永 - 腰棧 - 広徳号 - 銀鎮 - 紀家溝 - 黄家店 - 朝陽地 - 五十家子 - 楊家営 - 老府 - 中台子 - 牛家営子 - 四分地 - 紅花溝 - 三把火 - 曹家営子 - 北台子 - 赤峰西 - 赤峰 - 赤峰東 - 紅廟子 - 東南営子 - 水地 - 安慶溝 - 風水溝 - 山湾子 - 老哈河 - 小河沿 - 四道湾 - 蓮花山 - 孤山子 - 羊場 - 敖漢 - 三義井 - 新窩鋪 - 四合 - 舎力虎 - ナイマン(奈曼) - 嘎什吐 - 昂乃 - バインタラ(白音他拉) - 黄花筒 - 八仙筒 - 敖来 - 東明村 - 嘎什甸子 - 治安 - 東来 - 瓦房 - 太平荘 - 余糧堡 - 西六方 - 通遼西 - 通遼
懐范連絡線：懐柔 - 雁棲湖

## 接続路線
- 昌平駅：京包線
- 雁棲湖駅（元・范各荘駅）：懐范連絡線（懐柔駅への連絡線/全長6.72km[6]）経由で京承線と接続
- 隆化駅：承隆線
- 赤峰駅：葉赤線、赤大白線
- 通遼西駅：大鄭線（大虎山方面）、通遼南線
- 通遼駅：通霍線、集通線、通譲線、大鄭線（鄭家屯方面）